# Sambalpur
|  | Per a altres significats, vegeu «Sambalpur (desambiguació)». |

Sambalpur (oriya ସଂବଲପୁର) és una ciutat i municipalitat d'Orissa, capital del districte de Sambalpur. És a la riba esquerra del Mahanadi a 21° 28′ N, 83° 58′ E / 21.467°N,83.967°E. Consta al cens del 2001 amb 154.164 habitants; un segle abans, el 1901, tenia 12.870 habitants. Els edificis principals són l'antic palau del rajà i el temple brahmapura de Jagannath.

## Història
Deriva el seu nom de la deessa Samaleswari, una encarnació de Shakti, la deïtat local. Apareix esmentada per Claudi Ptolemeu al segle ii com Sambalak o Sambalaka a la riba del riu Manada (Mahanadi). L'esmenta després Xuanzang i parla del rei Indrabhuti (el primer dels coneguts que van regnar a l'àrea de Sambalpur) fundador de la tendència budista de Vajrayana i del culte lamaístic. Sambalpur fou coneguda per les seves mines de diamants, i esmentada com Ciutat del Diamants (Hirakhanda); encara avui dia hi ha mines de pedres precioses; apareix també esmentada en aquest temps com Odiyan (Udiyyan). Sota el rei de Kalinga, Kharavela, la zona fou coneguda com a Attabhika, que era un dels estats feudataris de Kalinga; després la regió va quedar inclosa al regne de Kosala o Koshal del sud (Dakhina Kosala). La zona fou regida per Samanta Raja i per rages de les nissagues somavansi, ganga, i suryavansi gajapati que van governar a Kalinga. El mercader francès Jean Baptiste Tavernier (1605 – 1689) en el seu relat “Six Voyages en Turquie, en Perse et aux Indes (1676–77)”, traduït a l'anglès per Valentine Ball com “Travels in India” (la segona edició el 1925, 2 vols.) parla de les nombroses mines de Sumelpur (Semelpur), és a dir Sambalpur i diu que hi treballaven 8000 persones.
Fou ocupada pels marathes bhonsles de Nagpur l'abril del 1800; els britànics la van ocupar temporalment el 2 de gener de 1804, i definitivament el 1817. El 1846, amb l'extinció de la dinastia local, per la doctrina de la caducitat va passar a domini britànic i va esdevenir capital de districte. El 1867 es va formar la municipalitat. Fou seu d'una guarnició britànica fins que fou evacuada el 1902. El 1895 fou capdavantera en la defensa de la llengua oriya, que el 1902 va ser restablerta com a llengua a la cort judicial i finalment el 1905 la ciutat (i tot el districte) fou traspassat a Orissa.